# Too Late the Hero (película)
Too Late the Hero (en España: Comando en el mar de China; en Hispanoamérica: Así se hacen los héroes) es una película estadounidense de 1970, del género bélico, dirigida por Robert Aldrich y protagonizada por Michael Caine, Cliff Robertson, Ian Bannen y Harry Andrews.

## Sinopsis
En la primavera de 1942, durante la Segunda Guerra Mundial, japoneses y aliados ocupan una isla del Pacífico. Un grupo de soldados británicos es enviado a una misión casi suicida a través de la espesa y agobiante jungla; se trata de desmantelar una estación de radio enemiga.

## Reparto
- Michael Caine ....... soldado Tosh Hearne
- Cliff Robertson ……. teniente Sam Lawson
- Ian Bannen ....... soldado Jock Thornton
- Harry Andrews ....... coronel Thompson
- Ronald Fraser ....... soldado Campbell
- Denholm Elliott ....... capitán Hornsby
- Lance Percival ....... cabo McLean
- Percy Herbert ....... sargento Johnstone
- Patrick Jordan ....... sargento mayor
- William Beckley ....... soldado Currie
- Martin Horsey  ……. soldado Griffiths
- Michael Parsons ....... soldado Rafferty (acreditado como Michael J. Parsons)
- Sean MacDuff  ……. soldado Rogers
- Henry Fonda ....... capitán John G. Nolan
- Ken Takakura ....... mayor Yamaguchi

## Taquilla
La película recaudó unos 615.000 $ en Estados Unidos y 975.000 $ en el resto del mundo. (alcanzando unos ingresos de 294.232 $ en Francia).